# František Pergl
František Pergl (7. září 1915, Praha – 1995) byl československý hráč a trenér ledního hokeje.

## Klubové statistiky
| Sezona     | Klub              | Soutěž     | Základní část | Základní část | Základní část | Základní část | Základní část | Play off | Play off | Play off | Play off | Play off |
| Sezona     | Klub              | Soutěž     | Z             | G             | A             | B             | TM            | Z        | G        | A        | B        | TM       |
| ---------- | ----------------- | ---------- | ------------- | ------------- | ------------- | ------------- | ------------- | -------- | -------- | -------- | -------- | -------- |
| 1929-30    | LTC Praha         | —          | —             | —             | —             | —             | —             | —        | —        | —        | —        | —        |
| 1930-31    | LTC Praha         | —          | —             | —             | —             | —             | —             | —        | —        | —        | —        | —        |
| 1931-32    | LTC Praha         | —          | —             | —             | —             | —             | —             | —        | —        | —        | —        | —        |
| 1932-33    | LTC Praha         | —          | —             | —             | —             | —             | —             | —        | —        | —        | —        | —        |
| 1933-34    | LTC Praha         | —          | —             | —             | —             | —             | —             | —        | —        | —        | —        | —        |
| 1934-35    | LTC Praha         | —          | —             | —             | —             | —             | —             | —        | —        | —        | —        | —        |
| 1935-36    | LTC Praha         | —          | —             | —             | —             | —             | —             | —        | —        | —        | —        | —        |
| 1936-37    | LTC Praha         | TCH        | —             | —             | —             | —             | —             | —        | —        | —        | —        | —        |
| 1937-38    | LTC Praha         | TCH        | —             | —             | —             | —             | —             | —        | —        | —        | —        | —        |
| 1938-39    | LTC Praha         | TCH        | —             | —             | —             | —             | —             | —        | —        | —        | —        | —        |
| 1939-40    | LTC Praha         | PCM        | —             | —             | —             | —             | —             | —        | —        | —        | —        | —        |
| 1940-41    | LTC Praha         | PCM        | —             | —             | —             | —             | —             | —        | —        | —        | —        | —        |
| 1941-42    | LTC Praha         | PCM        | —             | —             | —             | —             | —             | —        | —        | —        | —        | —        |
| 1942-43    | LTC Praha         | PCM        | —             | —             | —             | —             | —             | —        | —        | —        | —        | —        |
| 1943-44    | LTC Praha         | PCM        | —             | —             | —             | —             | —             | —        | —        | —        | —        | —        |
| 1944-45    | AC Sparta Praha   | PCM        | —             | —             | —             | —             | —             | —        | —        | —        | —        | —        |
| 1945-46    | VŠ Bratislava     | TCH        | —             | —             | —             | —             | —             | —        | —        | —        | —        | —        |
| 1946-47    | HC Stadion Podolí | TCH        | —             | —             | —             | —             | —             | —        | —        | —        | —        | —        |
| 1947-48    | HC Stadion Podolí | TCH        | —             | —             | —             | —             | —             | —        | —        | —        | —        | —        |
| 1951-52    | Tatra Smíchov     | TCH        | —             | —             | —             | —             | —             | —        | —        | —        | —        | —        |
| 1952-53    | Tatra Smíchov     | TCH        | —             | —             | —             | —             | —             | —        | —        | —        | —        | —        |
| TCH celkem | TCH celkem        | TCH celkem | —             | —             | —             | —             | —             | —        | —        | —        | —        | —        |

### Reprezentační statistiky
| Rok  | Tým            | Událost | Z | G | A | B | TM |
| ---- | -------------- | ------- | - | - | - | - | -- |
| 1934 | Československo | MS      | 3 | 1 | 0 | 1 | —  |
| 1937 | Československo | MS      | 8 | 1 | 0 | 1 | —  |
| 1938 | Československo | MS      | 6 | 1 | 0 | 1 | —  |
| 1939 | Československo | MS      | 8 | 2 | 0 | 2 | —  |